# Together! -Tanpopo, Petit, Mini, Yūko-
Pour les articles homonymes, voir Together.
Together! (...) est un album compilation du Hello! Project sorti en 2001. Une version vidéo sort aussi en fin d'année : Together! Clips.

## Album CD
Albums de le Hello! Project
Petit Best ~Ki Ao Aka~
(2000) Petit Best 2 ~3, 7, 10~
(2001)
Together!, sous-titré -Tanpopo, Petit, Mini, Yūko- (-タンポポ・プッチ・ミニ・ゆうこ-), est un album compilation de chansons de divers artistes du Hello! Project liés au groupe Morning Musume, sorti le 18 avril 2001 au Japon sous le label zetima. Il atteint la 1re place du classement de l'Oricon, et reste classé pendant 11 semaines. Une version vidéo de la compilation sortira en fin d'année : Together! Clips.
L'album contient des titres des sous-groupes du groupe Morning Musume (Tanpopo, Petit Moni, et Mini Moni) et de la soliste Yūko Nakazawa qui venait tout juste de le quitter. Tous les titres ont été écrits et produits par Tsunku. Neuf d'entre eux étaient déjà sortis en single dans l'année écoulée, en "face A" ou "co-face A" de singles "double face A", mais étaient alors inédits en album, d'où le succès de la compilation.
Les cinq autres titres sont des chansons inédites : une nouvelle version de Tanpopo ré-interprétée par Tanpopo mais avec Rika Ishikawa et Ai Kago qui ont remplacé Aya Ishiguro, une nouvelle version de Chokotto Love ré-interprétée par Petit Moni mais avec Hitomi Yoshizawa qui a remplacé Sayaka Ichii, une version de la chanson Akai Nikkichō du groupe temporaire Akagumi 4 avec Yūko Nakazawa ré-interprétée en solo par cette dernière, et deux nouveaux courts titres de Mini Moni en fin d'album : Mini Moni Dancing! et Mini Moni no Uta.
| 1.  | Mini Moni Jankenpyon! (ミニモニ。ジャンケンぴょん!)             | Mini Moni     |  |
| 2.  | Koi wo Shichaimashita! (恋をしちゃいました!)                    | Tanpopo       |  |
| 3.  | Baby! Koi ni Knock Out! (BABY! 恋にKNOCK OUT!)                  | Petit Moni    |  |
| 4.  | Kuyashi Namida Porori (悔し涙 ぽろり)                           | Yuko Nakazawa |  |
| 5.  | Otome Pasta ni Kandō (乙女 パスタに感動)                        | Tanpopo       |  |
| 6.  | Seishun Jidai 1.2.3! (青春時代1.2.3!)                           | Petit Moni    |  |
| 7.  | Haru Natsu Aki Fuyu Daisukki! (春夏秋冬だいすっき!)             | Mini Moni     |  |
| 8.  | Baisekō Daiseikō! (バイセコー大成功!)                           | Petit Moni    |  |
| 9.  | Shanghai no Kaze (上海の風)                                     | Yuko Nakazawa |  |
| 10. | Chokotto Love (2001 Version) (ちょこっとLOVE...)                | Petit Moni    |  |
| 11. | Tanpopo (2001 Version) (たんぽぽ...)                            | Tanpopo       |  |
| 12. | Akai Nikkichō (by Nakazawa Version) (赤い日記帳(by 中澤Version) | Yuko Nakazawa |  |
| 13. | Mini Moni Dancing! (ミニモニ。ダンシン!)                        | Mini Moni     |  |
| 14. | Mini Moni no Uta (ミニモニ。の歌)                               | Mini Moni     |  |

## Together! Clips
Vidéos par Petit Best
Petit Best DVD
(2004) Petit Best 2 DVD
(2004)
 Together! Clips  est une vidéo aux formats VHS et DVD sortie le 5 décembre 2001 au Japon sous le label zetima. C'est une compilation de clips vidéos, contenant la plupart des clips des chansons des divers artistes du Hello! Project parues sur la compilation quasi-homonyme Together! sortie en début d'année. Elle atteint la 2e place du classement des ventes de DVD de l'Oricon, et reste classée neuf semaines.
Seules sept des chansons de l'album possédant un clip, trois autres clips de singles similaires sortis entre-temps ont été rajoutés en complément, rendant caduc le sous-titre original qui a donc été retiré : le clip du premier single de Country Musume avec Rika Ishikawa (de Morning Musume), celui du premier single de Maki Goto (de Morning Musume), et la version anime du clip du deuxième single de Mini Moni.
La couverture du DVD est complètement différente de celle de la compilation CD ; toutes les participantes y figurent, certaines en double en fonction de leurs activités.
| 1.  | Mini Moni Jankenpyon! (ミニモニ。ジャンケンぴょん!)                  | Mini Moni                       |  |
| 2.  | Koi wo Shichaimashita! (恋をしちゃいました!)                         | Tanpopo                         |  |
| 3.  | Baby! Koi ni Knock Out! (BABY! 恋にKNOCK OUT!)                       | Petit Moni                      |  |
| 4.  | Kuyashi Namida Porori (悔し涙 ぽろり)                                | Yuko Nakazawa                   |  |
| 5.  | Otome Pasta ni Kandō (乙女 パスタに感動)                             | Tanpopo                         |  |
| 6.  | Seishun Jidai 1.2.3! (青春時代1.2.3!)                                | Petit Moni                      |  |
| 7.  | Shanghai no Kaze (上海の風)                                          | Yuko Nakazawa                   |  |
| 8.  | Hajimete no Happy Birthday! (初めてのハッピーバースデー!)            | Country Musume ni Ishikawa Rika |  |
| 9.  | Ai no Bakayarō (愛のバカやろう)                                      | Maki Gotō                       |  |
| 10. | Mini Moni Telephone! Rin Rin Rin (ミニモニ。テレフォン!リンリンリン) | Mini Moni (version animation)   |  |

## Participantes
- Mini Moni (Mari Yaguchi, Nozomi Tsuji, Ai Kago, Mika Todd)
- Tanpopo (Kaori Iida, Mari Yaguchi, Rika Ishikawa, Ai Kago)
- Petit Moni (Kei Yasuda, Maki Goto, Hitomi Yoshizawa)
- Yuko Nakazawa (de Morning Musume)
- Country Musume ni Ishikawa Rika (Rinne Toda, Asami Kimura, Rika Ishikawa) (sur la vidéo)
- Maki Goto (de Morning Musume) (sur la vidéo)